# Ramphotyphlops conradi
Ramphotyphlops conradi  (anteriormente, Typhlops conradies) una especie de serpiente de la familia Typhlopidae.

## Distribución geográfica
Es endémica del norte de Célebes (Indonesia).